# Pietro Balsamo
Pietro Balsamo, detto anche Apselamo (Eleutheropolis, seconda metà del III secolo – Aulana, 3 gennaio 311), fu un giovane martire palestinese morto all'inizio del IV secolo al tempo delle feroci persecuzioni ordinate dall'imperatore Massimino Daia (308-311). È venerato come santo e dalla Chiesa cattolica.

## Biografia
Le notizie sulla vita del santo derivano da un antico documento scritto in lingua greca, tradotto e in seguito riportato negli Acta Sanctorum, ampio testo in stile enciclopedico incentrato sulle vicende di santi e martiri per la loro fede (pubblicato nel 1643).
È da annoverare tra questi ultimi un tale Pietro, mai citato in altre opere letterarie cristiane, presentato qui come un giovane di retta condotta cristiana, imprigionato per la sua fede in una fortezza di Aulana, in Palestina. Il racconto si rivela piuttosto utile per la ricostruzione storica della vita del santo: sarebbe nato a Eleutheropolis, un'antica città della Palestina distante 53 chilometri da Gerusalemme, da una famiglia che faceva di nome Balsamo.
Riconosciuto come cristiano dopo essersi rifiutato di abiurare, come ordinato dall'editto emanato dall'imperatore Massimino Daia, Pietro venne trasferito nelle carceri di Aulana, non distanti dalla città di Hebron. Qui venne sottoposto ad un duro interrogatorio, dettagliatamente descritto negli "Atti", da parte del governatore della provincia, Severo. 
Dopo aver interpellato il santo chiedendo informazioni sul suo nome e la sua famiglia, il prefetto iniziò con vani tentativi per intimorirlo, invitandolo a sottomersi al potere degli imperatori; alle sue domande, il santo rispose con evidente disinvoltura e profonda fiducia nella vita eterna.
(Pietro Balsamo. Dagli "Atti del processo")
Dopo aver invano tentato di sedurlo ad adorare gli dèi romani, Severo cercò di dissuaderlo sottoponendolo alla tortura del cavalletto; dopo che il prefetto gli rivolse parole di scherno, Pietro rispose in tono per nulla intimorito, sfidandolo apertamente. I presenti, commossi alla vista delle abbondanti perdite di sangue del santo, lo incitarono a loro volta ad adorare gli dèi, non ottenendo altro se non un derisorio rifiuto.
Esasperato, Severo sentenziò la condanna a morte, ordinando che "colui che aveva rifiutato di obbedire al decreto dell'invincibilità degli imperatori e aveva ostinatamente difeso i comandi di un crocifisso" meritava una pena tale e quale a quest'ultimo, ossia la crocifissione. La sentenza venne eseguita immediatamente sicché Pietro Balsamo venne crocifisso ad Aulana il giorno stesso dell'interrogatorio, il 3 gennaio del 311.

## Altre versioni
La figura di Pietro Balsamo viene ricordata anche da Eusebio di Cesarea, nella sua opera I martiri della Palestina, riferendo però che il santo venne bruciato vivo in Cesarea. 
Lo studioso cristiano Louis-Sébastien Le Nain de Tillemont ha ritenuto i due santi persone sostanzialmente diverse: seguendo la sua ipotesi esistono adesso due "Pietro Balsamo" nell'attuale Calendario dei santi: il primo, crocifisso ad Aulana, è festeggiato il 3 gennaio; il secondo, invece, arso vivo, ricordato l'11 gennaio.